# 杨辉

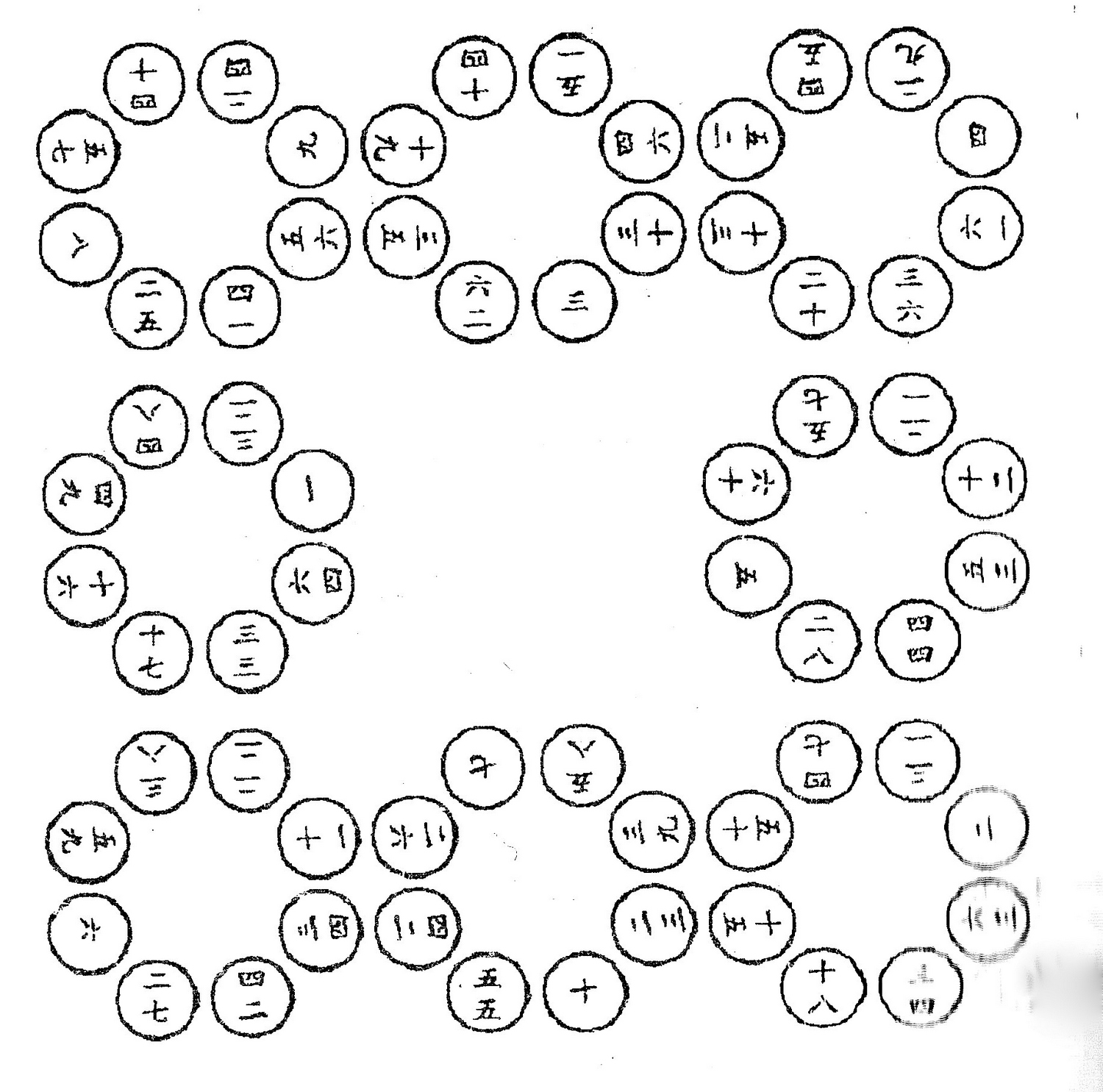
杨辉八阵图

杨辉纵横图构造法

杨辉递增三乘开四次方术

楊輝（約1238年—約1298年），字謙光，錢塘（今浙江杭州）人，南宋数学家。

## 生平
楊輝生於約宋理宗嘉熙二年（1238年），終於約元成宗大德二年（1298年）。

## 著作
杨辉著有《詳解九章算法》12卷、《日用算法》192卷、《乘除通變算寶》3卷、《田畝比類乘除捷法》2卷、《續古摘奇算法》2卷及《九章算法篡類》、《杨辉算法》等多本算法的著作。另一方面，他在宋度宗咸淳年间的兩本著作裡，亦有提及當時南宋的土地價格。這些資料亦對後世史學家瞭解南宋經濟發展有很重要的幫助。

## 成就
楊輝在著作中收錄了不少現已失傳的、古代各類數學著作中很有價值的算題和算法，保存了許多十分寶貴的宋代數學史料。他對任意高次冪的開方計算、二項展開式、高次方程的求解、高階等差級數、縱橫圖等問題，都有精到的研究。楊輝十分留心數學教育，並在自己的實踐中貫徹其教育思想。楊輝更對於垛積問題（高階等差級數）及幻方、幻圆作過詳細的研究。
由於他在他的著作裡提及過賈憲對二項展開式的研究，所以“賈憲三角”又名“楊輝三角”。這比歐洲於17世紀的同類型的研究“帕斯卡三角形”早了差不多五百年。在《乘除通變算寶》中，楊輝創立了“九歸”口訣，介紹了籌算乘除的各種速算法等等。這些在中國數學史上，都佔有重要的地位。
在《續古摘奇算法》中，楊輝列出了各式各樣的縱橫圖（幻方），它是宋代研究幻方和幻圆的最重要的著述。楊輝對中國古代的幻方，不僅有深刻的研究，而且還創造了一个名为攒九图的四阶同心幻圆和多个连环幻圆。